# 新撰旅団
新撰旅団（しんせんりょだん）とは明治10年（1877年）に起きた西南戦争の際、官軍側が東北諸藩士族を警部 巡査として徴募し、戦地に派遣した軍団。　西南戦争の後半（明治10年7月20日から）、宮崎から鹿児島での戦いに参戦。

## 編成経緯
西南戦争勃発により、官軍兵力の不足が征討軍より訴えられ、軍部当局として兵員徴募が急務になり、政府部内に即戦力となる士族を臨時に徴募し、これを以って兵員不足を補う案が出た。　しかし、明治6年（1873年）制定の徴兵令によらずに、士族を徴募することになると、軍政的に徴兵制度を破壊することになるとして、山縣有朋が反対。　　
そこで、徴兵令に抵触しない方法として、身分は警部 巡査として東北諸藩士族を新たに徴募したうえで、その警部 巡査を軍隊に組織化して戦地に増援することになった。　（川路利良率いる現職の警視庁 警部 巡査で構成した別働第三旅団とは別に徴募）

## 編成から解団まで
・明治10年( 1877年)6月6日新撰旅団編入約法が制定される。　
　
　「第1項　新撰旅団ハ内務省ニ於テ臨時募集シ、或ハ出願ヲ許可セシ巡査ノ内ヲ以テ編制シ、之ヲ陸軍省ニ属セシメ、他ノ軍人同一ノ用ヲ為サシム　
　　
第2項　以下省略」
・警部 巡査の名義を以って東北各藩士族を募集したところ、応募上京した者7,000名超
・7月中旬「新撰旅団」編成（警部巡査ヲ以テス）同月18日軍団ニ編入
　司令長官　少将東伏見宮　参謀長　中佐長坂昭徳、中佐千坂高雅　副長　少佐立見尚文
　歩兵第一大隊　711人　同第二大隊　761人　同第三大隊　928人　同第四大隊　931人
　狙撃隊　199人　監査隊　199人　砲隊　130人　輜重隊　405人　合計4,264人
　出征中附属　仙台鎮台歩兵第四連隊第一大隊　753人
・7月20日　鹿児島到着　第三旅団左翼の霧島山腹の守備につく。　
・7月31日　警視庁 警部 巡査を主体とする別動第三旅団が解散し、新撰旅団に編入。　その後、宮崎→鹿児島と転戦し、城山の戦いでは西郷隆盛の最期となる9月24日朝、戦闘開始の火蓋を切った。
・10月30日 解団

## 評価
・軍事評論家の松下芳男は新撰旅団について以下の評価をしている。　
『新撰旅団の将兵は東北各藩の士族が多かったので、一面その統率も困難だったが、戦場に立つや実に勇敢無比、精鋭精悍なものであって、さすがの薩兵もかく歌ったという「近衛大砲に徴募がなけりや、花のお江戸におどり込む」近衛砲兵と徴募巡査さえなければ、薩軍東上の目的は達せられたであろうと歌ったものだが、新撰旅団の豪、想うべしである』
・新撰旅団　参謀長 千坂高雅は戦後に新撰旅団の残務整理の役を担ったが、故郷（米沢）も含め多くの東北諸藩士族が徴募に応じ、命をかけて前線で戦い（千坂高雅の親族「千坂親延」を含め米沢藩は7名戦死）、彼らが戦後に官職に就くことを望んだことについて、
自らの事跡を記した書において、『その労に報いるため警視庁及び地方庁に於いて、欠員次第採用すべきことを諭して、帰郷してもらったが、結果的にそれを全部官庁に採用することはできなかったことにおいて「この後始末の不良なりしことは、飛鳥尽きて良弓（りょうきゅう）蔵（かく）り、狡兔（こうと）死して走狗（そうく）煮らる（必要な時に重宝がられるが、用がなくなればあっさり捨てられる）」の声を思はしめることがあって、限りある政費を以って、幾千の者に官職を与え得ないのは当然とはいへ、新撰旅団の武勲に対し、一抹の汚点を付したものであったといへるであろう。』と記している。
　千坂高雅自身は要望に応えられなかった責任として、本官兼小警視及び陸軍 中佐を辞している。